# 田村憲造
田村 憲造（たむら けんぞう、1889年（明治22年）2月18日 - 1953年（昭和28年）8月19日）は、日本の医学者、薬理学者。医学博士、東京帝国大学名誉教授。

## 略歴
1889年（明治22年）2月18日、愛知県渥美郡二川村（現豊橋市）で米穀商「駒屋」を営む旧家に生まれる。小学校を卒業後は上京して獨逸学協会学校、旧制第一高等学校へ進む。東京帝国大学医科大学医学科へ入学し、第3年以降は特待生となるが、卒業は1年遅れた。1941年（昭和16年）1月に軽い脳卒中発作を起こし、疎開がてら郷里に戻って療養生活を送った。
1950年（昭和25年）、日本学士院（当時の第二部自然科学部門）会員になる。新会員一同は、昭和天皇から皇居に招かれたが田村は欠席した。
1953年（昭和28年）8月19日午後7時40分肺炎のため死去。
- 1915年（大正4年）7月9日 - 東京帝国大学医科大学医学科を優等生（医科大学次席）として卒業し[9][10]、大学院に在籍[11][12]
- 1917年（大正6年） - 東京帝国大学医科大学助手[13]
- 1920年（大正9年）3月 - アメリカ合衆国、フランス、スイスへ海外留学（1年間）[14]
- 1921年（大正10年）
  - 6月20日 - 医学博士[15]
  - 7月7日 - 同助教授[16]
- 1924年（大正13年）2月19日 - 同教授（薬物学第一講座）[17]
- 1945年（昭和20年）12月19日 - 病気[13]により退官[18]
- 1947年（昭和22年）2月4日 - 名誉教授[19]
- 1950年（昭和25年）10月6日 - 学士院会員[20]

## 業績
主な業績は以下の通り。
- モルヒネの習慣性についての研究
- 腎臓の生理と利尿剤の作用機序に関する研究
- 樟脳の代謝に関する研究とそれに基づく強心剤ビタカンファーの創製
- ジギタリスの有効成分ジギコリンの発見

## 受賞・顕彰
- 1933年 - 報公賞（服部報公会）「新製剤ビタカンファーの発明」[21]
- 1943年 - 学士院賞「樟脳の強心作用の本態に関する研究」[22]

## 家族・親族
子に4男3女あり。長男は薬学者の田村善藏。次男は農芸化学者の田村学造であり、親子2代で学士院賞を受賞し、かつ学士院会員となっている。長女の八重は物理学者の小谷正雄と結婚し、化学者の小谷正博は孫。